# Plaćenik (Veliki Blek)
Plaćenik je epizoda serijala Veliki Blek obјavljena u Lunov magnus stripu #1030. Sveska je u Srbiji objavljena 12. marta 2024. Koštala je 370 dinara (3,1 €, 3,4 $). Epizoda je imala 96 strana. Izdavač јe bio Golkonda iz Beograda. Tiraž ove sveske bio je 3.000 primeraka.

## Originalna epizoda
Ova epizoda objavljena je premijerno u Italiji u izdanju If Edizione u okviru edicije Il grande Blek pod nazivom L'ultima missione u #156. koji je izašao u februaru 2016. godine. Scenario je napisao Toza Obradović, nacrtali su Pavel Koza i Branko Plavšić. Dijaloge je smislio Alesandro Ruso, a crtež doradili Flavio Kjumento i Fabio Jamantino.

## Istorija epizode
Epizoda je nacrtana u drugoj polovini devedesetih za izdavačku kuću Horus, ali nikada nije objavljena. Krajem devedesetih je poslata italijanskoj izdavačkoj kući If Edizioni, ali bez teksta i sa lošim otiskom. Pošto od Horusa nisu mogli da dobiju bolju verziju sa tekstom, If Edizioni je predložio svojim scenaristima i crtačima da popune dijaloge i crtež. U opisu epizode na zvaničnoj stranici If Edizione piše da je epizoda stigla u italijansku redakciju 2007. godine, a da ju je poslao Miodrag Vujović, bivši urednik Dnevnika.

## Prethodna i naredna sveska LMS
Prethodna sveska LMS nosila je naziv Ostrvo prokletih (LMS-1029), a naredna Bela tišina Ken Parkera (LMS-1031).